# Shinya Taniguchi
Pour les articles homonymes, voir Taniguchi.
Shinya Taniguchi (谷口 晋矢, Taniguchi Shinya), né le 23 mars 1981 à Matsusaka et mort le 4 septembre 2013 dans la préfecture de Mie, est un nageur japonais.

## Carrière
Shinya Taniguchi est huitième de la finale du 400 mètres quatre nages des Jeux olympiques de 2000 à Sydney, obtenant un record d'Asie en séries puis médaillé de bronze aux Jeux asiatiques de 2002. Il prend sa retraite sportive après une médaille d'argent sur la même épreuve aux Jeux asiatiques de 2006.

## Mort
Shinya Taniguchi meurt à l'âge de 32 ans d'un cancer de l'estomac.